# Северин Саксонски
Северин Саксонски (на немски: Severinus von Sachsen; Severin von Sachsen; * 28 август 1522 във Фрайберг; † 10 октомври 1533 в Инсбрук) от рода на Албертинските Ветини е принц от Саксония.
Той е вторият син на херцог Хайнрих Благочестиви (1473 – 1541) и съпругата му принцеса Катарина от Мекленбург (1487 – 1561), дъщеря на херцог Магнус II Мекленбург. Братята му са курфюрстовете на Саксония Мориц (1521 – 1553) и Август (1526 – 1586).
По настояване на чичо му Георг Брадати Северин е изпратен в Инсбрук, където е възпитаван католически заедно с децата на по-късния император Фердинанд и съпругата му Анна.
През 1526 г. Лукас Кранах Стари рисува принцовете Мориц и Северин.
Северин умира на 10 октомври 1533 г. в Инсбрук на 11 години и е погребан в манастира в Щамс. Прави му се обдукация. През 1552 г. шмалкалденската войска на брат му Мориц ограбва и разрушава гроба му.